# La Doutre
La Doutre est un quartier du centre-ville d'Angers. Son nom renvoie à sa position géographique, le quartier étant situé outre-Maine. Au XIXe siècle, c'était le lieu d'habitation d'une partie de la bourgeoisie de la ville.
Au XXIe siècle, on y trouve des maisons anciennes à colombages, un dédale de ruelles ainsi que l'ancien hôpital Saint-Jean au nord, ainsi que les Greniers Saint-Jean. Au sud se trouve le théâtre Le Quai et le port fluvial d'Angers.
Administrativement, il fait partie du quartier Doutre-Saint Jacques et du canton d'Angers-Nord.

## Principales artères
La Doutre prend place dans l'ancienne enceinte fortifiée qui protégeait Angers. Lors de la démolition de ces remparts, comme dans beaucoup d'autres villes, des boulevards et des places y ont été aménagés. Dans le sens des aiguilles d'une montre, depuis le pont de la Basse-Chaîne jusqu'au pont de la Haute-Chaîne, on trouve ainsi le boulevard Georges-Clemenceau, entrecoupé par la place Monprofit, la place Bichon et le boulevard Davier.
Au bord de la Maine, on trouve du sud au nord la cale de la Savatte, petit port de plaisance accueillant péniches et bateaux, toues et barques, le quai des Carmes, le quai Robert-Fèvre et le quai Monge, qui borde la place La Rochefoucauld-Liancourt. Cette dernière est un vaste parking pour voitures, poids lourds et cars qui accueille une fois par an, en novembre, la foire Saint-Martin, une des principales fêtes foraines du Grand Ouest. De grands cirques s'y installent parfois également.
L'intérieur du quartier peut être partagé en deux parties, la plus ancienne au nord et la plus récente au sud au point de vue architectural. Entre elles se trouvent la rue Beaurepaire, principale artère commerçante du quartier avec ses commerces de proximité, et le boulevard Descazeaux, ouvert au XIXe siècle. À leur jonction se situe la place de la Laiterie, d'où part la rue Lionnaise, en partie pavée, ancienne route de Rennes jusqu'au percement du boulevard Descazeaux. La place Grégoire Bordillon est la plus grande de la partie moderne. Un marché s'y tient les samedis matin.
La partie nord comprend des rues plus petites, dont certaines sont pavées. On y trouve la place du Tertre Saint-Laurent, où se situent plusieurs hôtels particuliers, ainsi que la place de la Paix, sorte de petit parc ouvert et ancien cimetière des pauvres.

## Monuments
La plupart des monuments historiques de la Doutre se trouvent le long de la rue Beaurepaire et dans la partie nord du quartier.
Dans la rue Beaurepaire, on peut voir plusieurs maisons à pans de bois dont celle de Simon Poisson, apothicaire en 1582, ainsi que l'église de la Trinité et celle de l'abbaye du Ronceray. Dans le prolongement de la rue, boulevard Descazeaux, se trouve l'hôtel des Pénitentes qui abrite aujourd'hui le siège du Centre français de l'Institut international du théâtre/Unesco dont l'objectif est de favoriser le dialogue et la compréhension entre les cultures par toute forme d'expression artistique professionnelle.
Plus loin dans la partie nord, la place du Tertre Saint-Laurent est bordée de plusieurs hôtels particuliers, dont l'hôtel de Tinténiac et accueille un reposoir. La place de la Paix comprend aussi d'autres hôtels particuliers. Cette partie du quartier comporte des ensembles religieux, comme le couvent des Augustins, le couvent des bénédictines du Calvaire et le couvent du Carmel, dont certains toujours en activité. Plus au nord se trouve l'ensemble formé par l'ancien hôpital Saint-Jean (XIIe siècle) et ses greniers. À la limite nord du quartier, la tour des Anglais veille sur le pont de la Haute-Chaîne.

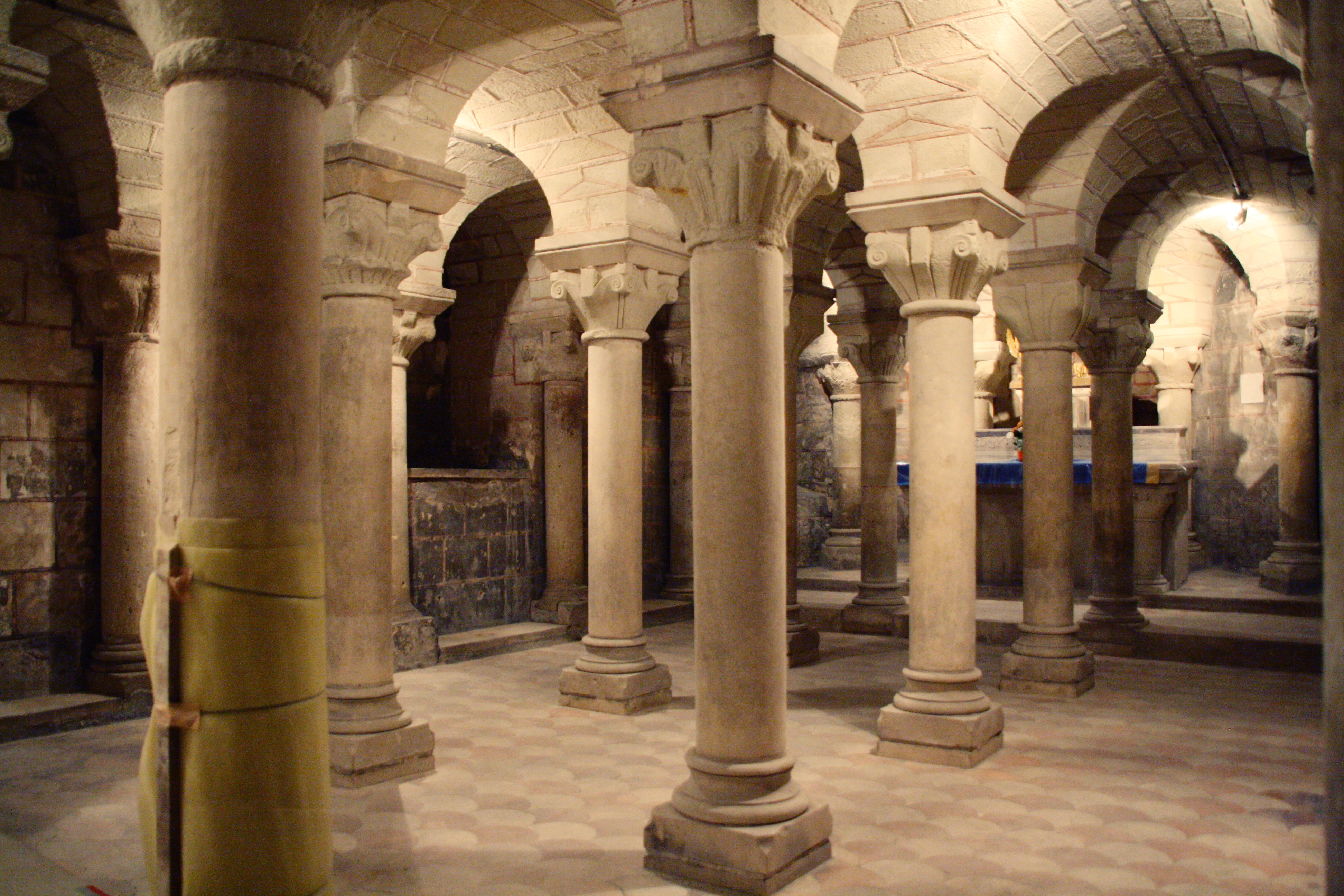
Crypte de l'église de la Trinité.
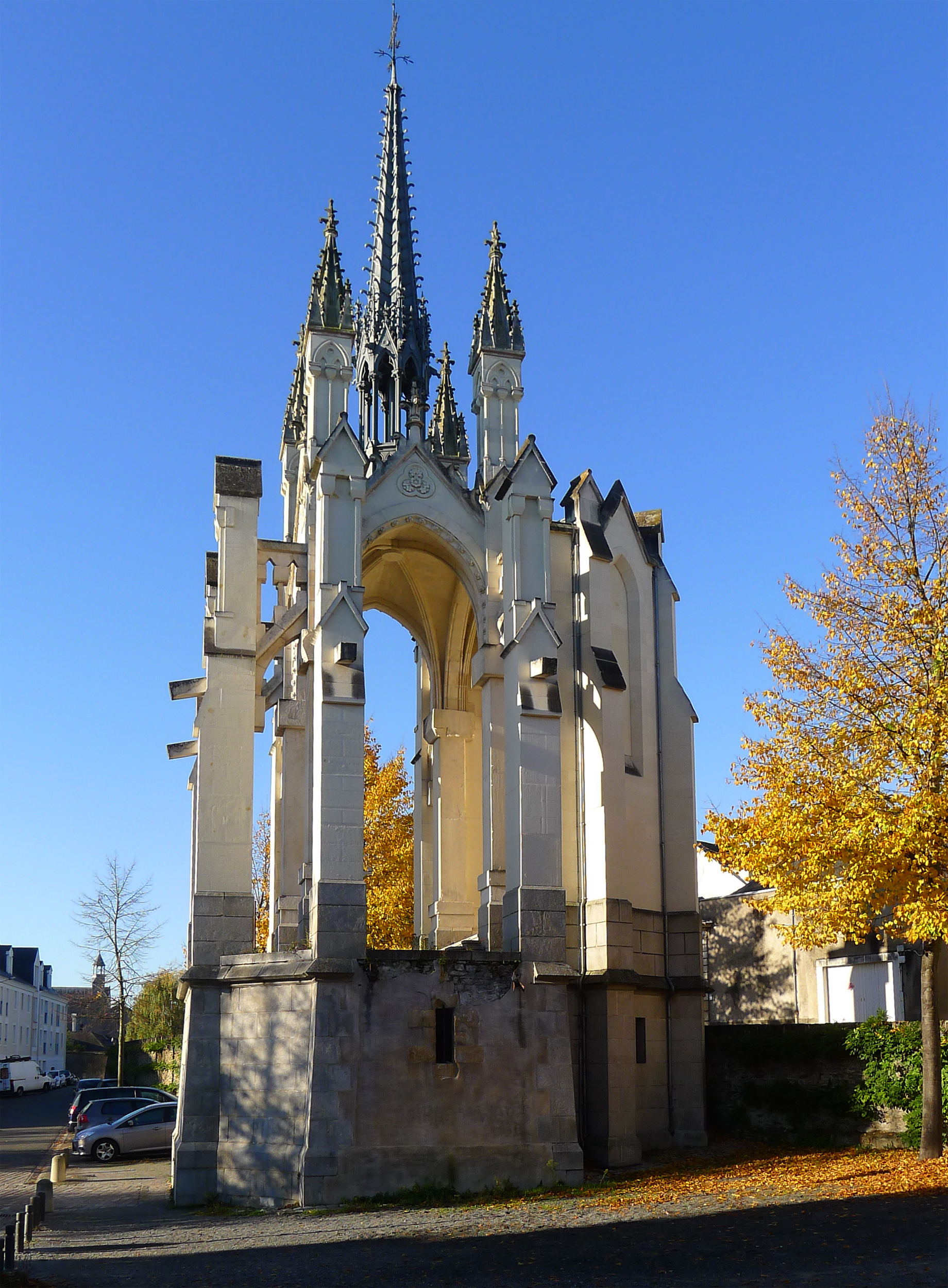
Reposoir du tertre Saint-Laurent.
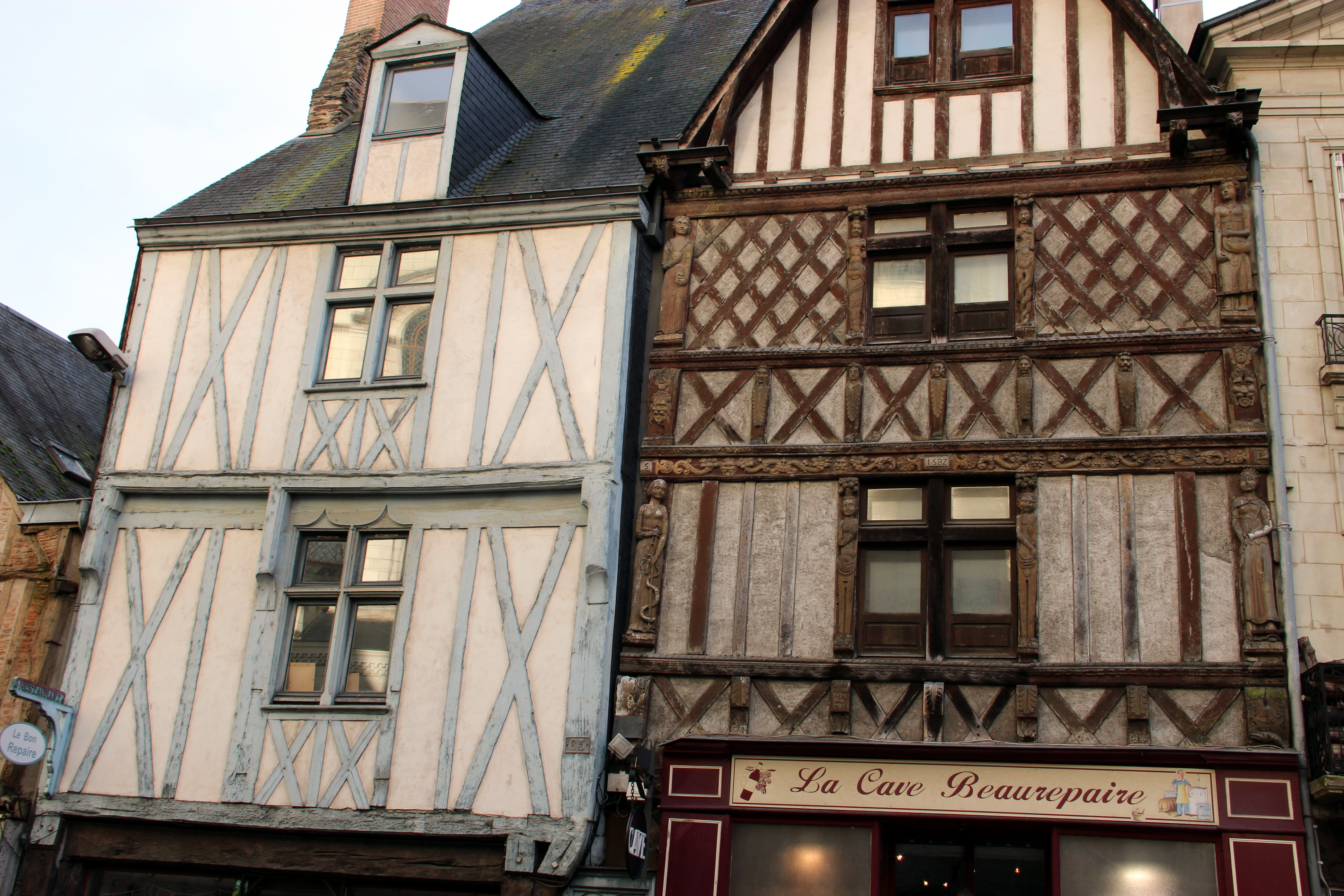
Rue Beaurepaire, maisons à pans de bois.

## Lieux de promenades

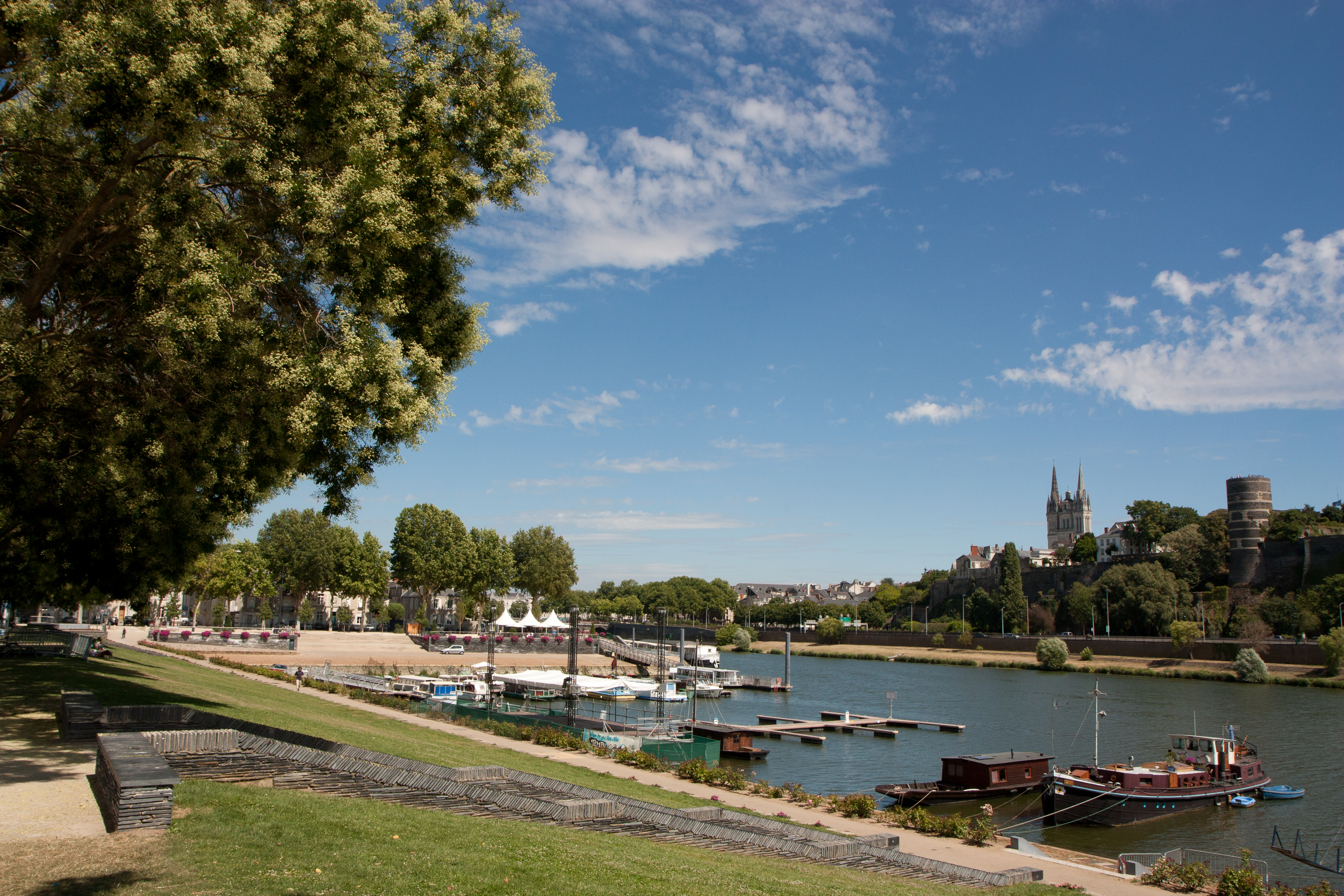
Cale de la Savatte.

Les bords de Maine sont prisés des promeneurs, avec la cale de la Savatte. La vieille Doutre, avec ses petites rues, la place de la Paix et le parc de l'hôpital Saint-Jean sont également des lieux de promenades.

## Culture

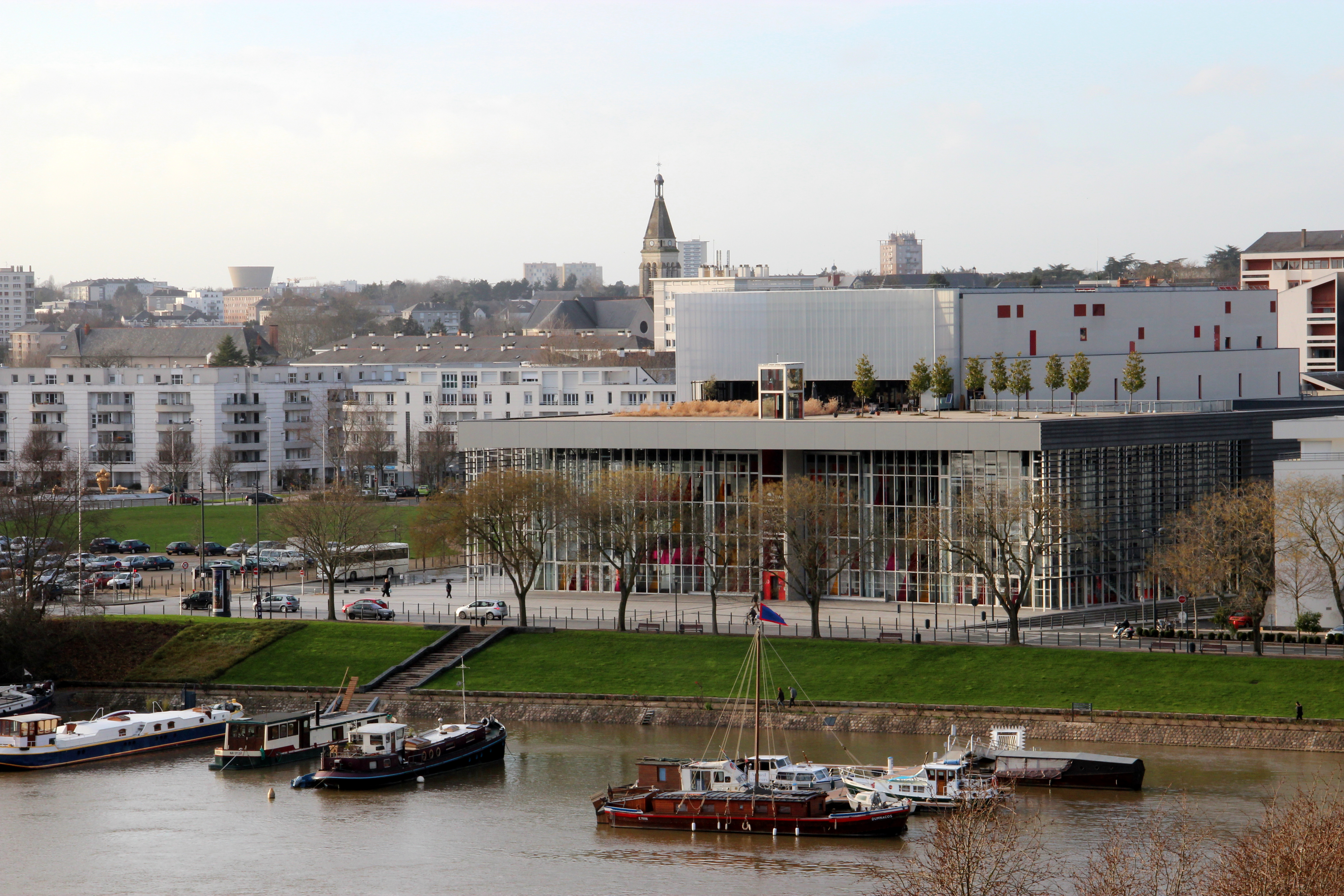
Le théâtre Le Quai inauguré en 2006.

Le théâtre est représenté au sud de la Doutre, avec le théâtre Le Quai, inauguré en 2006, qui comprend une salle de quatre cents places et une de neuf cents. Un restaurant-théâtre existe également rue Gruguet.
L'ancien hôpital Saint-Jean accueille le musée Jean-Lurçat et de la Tapisserie contemporaine, où l'on peut voir le chant du monde, un ensemble de dix tapisseries de Jean Lurçat.
Une antenne de la bibliothèque municipale se trouve rue Saint-Nicolas.
Place de la Rochefoucauld, en novembre, se tient la foire Saint-Martin. Cette place accueille aussi régulièrement des cirques, et une partie du festival des Accroche-Cœurs en septembre.

## Enseignements
L'enseignement secondaire du quartier est assuré par le collège public Renoir, le collège privé Saint-Charles et le lycée public général et technologique Auguste et Jean Renoir.
Pour l'enseignement supérieur, on trouve l'École nationale supérieure d'arts et métiers (ENSAM).

## Commerces

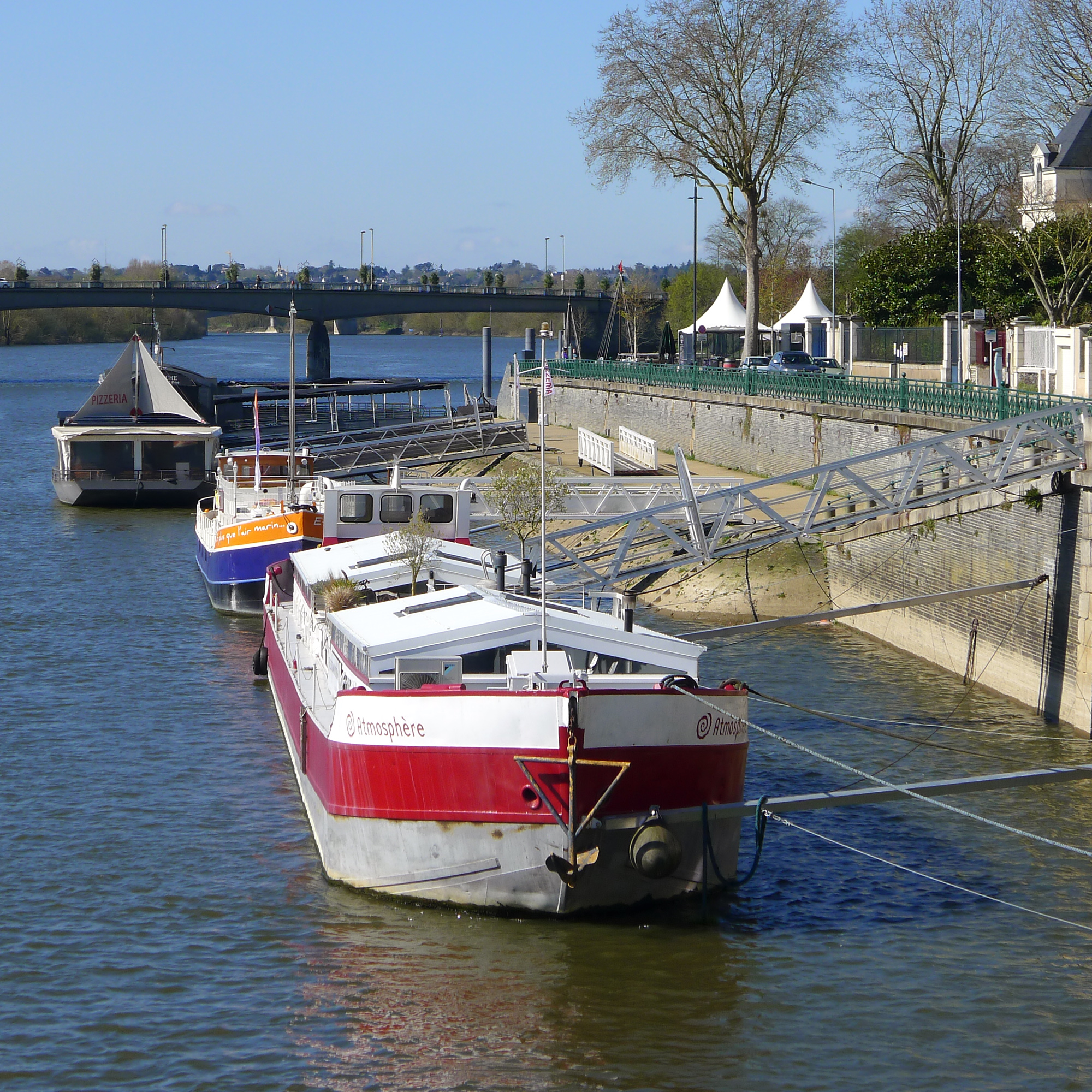
Le quai des Carmes et ses restaurants.

Concentrés autour de la rue Beaurepaire et de la place de la Laiterie, les commerces de La Doutre sont principalement dédiés aux services à la personne : assurance (MMA), cordonnerie, fleuriste, commerces alimentaires.
Jusqu'en 1932, il y avait une société laitière qui s'est déplacée à Avrillé sous le nom d'Avrilla. Les bureaux restent à Angers jusqu'en 1963 (Quai des carmes, dans le quartier de la Doutre).
Un marché se tient le samedi matin place Grégoire-Bordillon et un autre le jeudi matin place Bichon.
On trouve également un certain nombre de restaurants dont un en terrasse sur la terrasse du théâtre du quai « La Réserve » et Le Favre d'Anne, un restaurant gastronomique installé dans un hôtel particulier du XIXe siècle en bord de Maine, sur le quai des Carmes. Un restaurant-dancing est hébergé dans une péniche amarrée sur ce même quai. On peut également retrouver des crêperies et des pizzerias.
Nous pouvons aussi trouver des boulangeries, comme la boulangerie des carmes située sur le quai du même nom tenu par un meilleur ouvrier de France (MOF).

## Transports urbains
Le quartier est desservi par les lignes de bus 1 et 3 d'Irigo et par le tramway avec les lignes B et C.

## Activités sportives
Football / Futsal :
- Doutre sporting club (https://doutresc.webador.fr/)
- Ndc foot (https://scorenco.com/football/clubs/ndc-angers-football-2eaf/1-fyn)

Basket-Ball :
- Ndc Basket (https://angers-ndc-basket.com/)

Gymnastique :
- Ndc Gymnastique (http://www.ndc-gym.fr/)

Football américain :
- Yankees SCO (https://www.yankees-football.fr/)

Karaté:
- Centre angevin de karate-Do (http://www.cak49.fr/)

Athlétisme :
- ASPTT Angers jogging (https://angers.asptt.com/activity/running/)

Jeu de boule :
- jeu de boules Saint Vincent de Paul
- jeu de boules Saint Jacques.